# Navires hollandais éperonnant des galères espagnoles, le 3 octobre 1602
Navires hollandais éperonnant des galères espagnoles, le 3 octobre 1602 est un tableau du peintre néerlandais Hendrick Cornelisz Vroom et de son fils Cornelis Vroom, daté de 1617 et conservé au Rijksmuseum Amsterdam.

## Description
Le tableau est une marine à l'huile sur toile mesurant 118 × 151 cm.
L'œuvre montre un trois-mâts hollandais avançant vent arrière, les voiles gonflées, sans la grand-voile pour mieux capter le vent avec les autres voiles et augmenter sa vitesse. Cette configuration met en valeur sa dynamique. Le pont est bien visible, avec le capitaine sur le gaillard arrière, un trompettiste encourageant les soldats et plusieurs hommes en position de tir. Les soldats visent l'ennemi depuis le pont et les canons, prêts à tirer, accentuent la menace.
Une galère espagnole sombre au premier plan, ses rameurs enchaînés disparaissant sous les flots sombres. Certains tentent de s’accrocher au navire hollandais. Le drapeau des Habsbourg flotte dans l'eau, contrastant avec celui des Provinces-Unies hissé au mât du navire hollandais, proclamant la victoire. Une autre galère est en train de succomber face à la machine de guerre hollandaise. Le contraste entre l'eau sombre et le ciel brumeux accentue l'ambiance dramatique. À gauche, d'autres galères sont en combat rapproché avec un navire hollandais. A droite, on distingue les falaises et le château de Douvres,.
La peinture se distingue des autres représentations de batailles navales de son époque par sa focalisation sur un événement spécifique de la bataille. Le fait de représenter un navire se dirigeant directement vers le spectateur est pratiquement unique à cette époque.

## Contexte historique

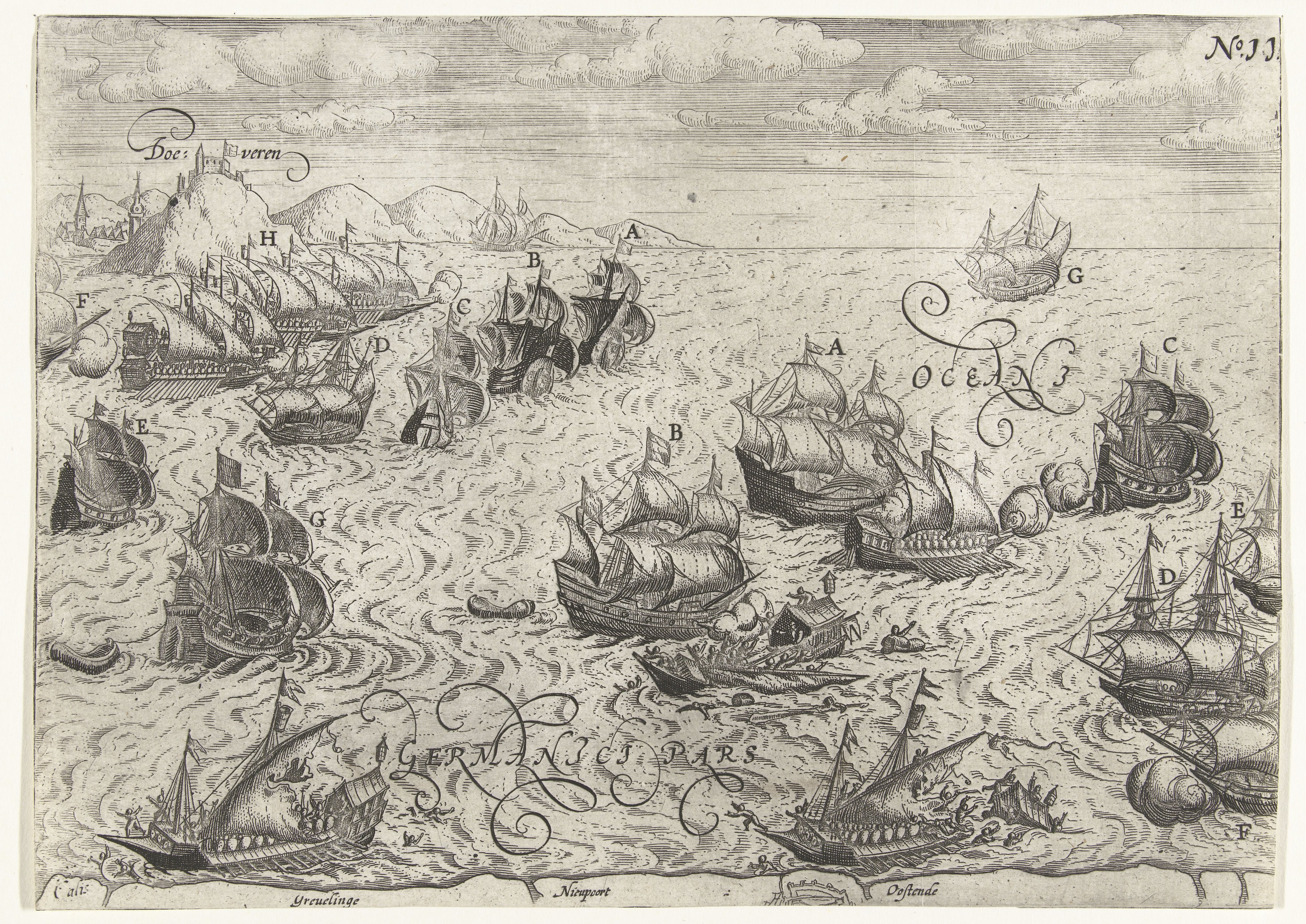
Anonyme, Destruction des galères espagnoles, 3 octobre 1602, gravure, 1603-1604, 16,9 × 23,5 cm, Rijksmuseum Amsterdam (RP-P-OB-80.680).

Le tableau représente la bataille du pas de Calais (en), victoire anglo-néerlandaise dans le cadre de la guerre anglo-espagnole de 1585-1604 et de la guerre de Quatre-Vingts Ans.
En 1602, Frederico Spinola, commandant espagnol, tente d’amener huit galères en renfort à L'Écluse. Les Anglais, alliés des Provinces-Unies, demandent une intervention conjointe pour intercepter les galères. Une escadre hollandaise, dirigée par Jacob van Duivenvoorde et le vice-amiral Jan Adriaansz Cant, se rend au large du Portugal mais ne les trouve pas. De retour en Angleterre, les Hollandais repèrent les galères près de Douvres.
Après une poursuite difficile à cause du manque de vent, les Hollandais rattrapent les galères près de Gravelines. Dans la nuit, plusieurs galères sont éperonnées : La Lucera et Padilla sont touchées, deux échouent sur la côte flamande, une atteint Calais et celle de Spinola rejoint Nieuport. La victoire est par la suite célébrée par les gouvernements anglais et néerlandais.
En 1617, quinze ans après la bataille, Vroom peint ce tableau en réponse à une forte demande de représentations de victoires navales passées, alors que la trêve de Douze Ans prend fin et que la guerre contre l'Espagne reprend. De nombreuses peintures mettant en scène des victoires navales sont réalisées à cette époque. De plus, l'éperonnage de navires, rare en combat navale, offre un sujet spectaculaire à représenter.
Il est possible que le tableau ait été commandé par les États généraux, par un conseil municipal ou par l'Amirauté, car aucun commandant impliqué dans la bataille n'était disponible cette année-là. Il a aussi pu appartenir au stathouder Maurice de Nassau, qui l'aurait soit acheté soit reçu en cadeau de la part de l'Amirauté pour célébrer les succès navals. Maurice de Nassau était par ailleurs un amateur de peintures marines,.
Vroom dispose de nombreuses sources pour concevoir son tableau, notamment des journaux de bord des navires décrivant en détail le combat. Il reste fidèle à la réalité historique, comme le montre la présence d’un trompettiste jouant l'hymne Wilhelmus van Nassouwen pendant le combat, ou encore la mort des galériens enchaînés. Cependant, il prend une liberté en représentant la bataille de jour plutôt que de nuit. Malgré tout, Vroom et son fils offrent une reconstitution saisissante et réaliste d'un événement à la fois glorieux et macabre.